# Terceiro-mundismo
O terceiro-mundismo é uma corrente no pensamento político de Esquerda política que considera a divisão entre nações desenvolvidas, classicamente liberais, e nação em desenvolvimento, ou do "terceiro mundo" de grande importância política. Esta ideologia costuma promover o apoio a nações-estado do terceiro-mundo ou movimentos de libertação nacional contra nações ocidentais ou seus "representantes". O embasamento teórico desse ponto de vista é a visão de que o capitalismo contemporâneo é essencialmente imperialista. Assim, a resistência ao capitalismo implicaria na resistência aos avanços das nações capitalistas desenvolvidas sobre as outras.
Dentre as figuras mais importantes do movimento terceiro-mundista estão Frantz Fanon, Ahmed Ben Bella, Andre Gunder Frank, Samir Amin e Simon Malley.

## Histórico
A Nova Esquerda levou a uma explosão de apoio ao terceiro-mundismo, especialmente depois do fracasso dos movimentos revolucionários nos países desenvolvidos, como os acontecimentos de maio de 1968. Dentre os grupos e movimentos dentro da Nova Esquerda associados ao terceiro-mundismo, estão a revista marxista americana Monthly Review e o Novo Movimento Comunista; mais recentemente a ONG malaia Third World Network.
A Conferência de Bandung e a criação do Movimento Não-Alinhado representaram vias de disseminação de políticas terceiro-mundistas no século XX. O terceiro-mundismo também está intimamente relacionado aos seguintes movimentos: Pan-Africanismo, Pan-Arabismo, Maoismo, socialismo africano e a variedade de comunismo associada a Fidel Castro. Movimentos de libertação nacional como a Organização para a Libertação da Palestina, os sandinistas e o Congresso Nacional Africano tem sido causas célebres do terceiro-mundismo.
Esta ideologia ganhou novas forças com o Fórum Social Mundial e na Conferência do Cairo contra a Guerra. No Brasil, eram frequentes as críticas à política externa do governo Lula em seus mandatos.
Jean Coussy considera o terceiro-mundismo recente completamente diferente do seu primeiro momento, por não se buscar romper com a ordem capitalista, e sim "aproveitá-la da melhor maneira". É apontado como sintoma disso o fato de que não existiria um único modelo de desenvolvimento para as nações do terceiro mundo que não fosse capitalista. Apesar de uma aparente conciliação o terceiro-mundismo com os comunistas, há poucos pontos em comum entre as duas visões de mundo.